# William Morris
|  | Aquest article tracta sobre William Morris (dissenyador britànic). Si cerqueu Charles William Morris (semiòtic nord-americà), vegeu «Charles William Morris». |

William Morris (Walthamstow, Anglaterra, 24 de març de 1834 - 3 d'octubre de 1896) va ser un artesà, dissenyador, impressor, poeta, escriptor, activista polític i pintor anglès, fundador del moviment Arts and Crafts.
William Morris va tenir una gran influència  històrica en les arts visuals i en el disseny industrial del segle xix.

## Biografia
Morris va nàixer a Walthamstow, prop de Londres al si d'una família benestant. Després de la mort prematura del seu pare al 1847, hereta accions de mines que li garanteixen una anualitat per viure sense preocupacions. El 1848 va iniciar la seua educació al Marlborough College i la va completar a l'Exeter College de la Universitat d'Oxford, on va estudiar arquitectura, art i religió. En aquesta època, va conéixer el crític John Ruskin, que tindria sobre ell una influència duradora, i artistes com Dante Gabriel Rossetti, Edward Burne-Jones, Ford Madox Brown i Philip Webb. També va ser en aquests anys quan va conéixer la seua futura esposa, Jane Burden, de classe obrera, el pèl rogenc de la qual i la pell pàl·lida eren considerats per Morris i els seus amics com la màxima expressió de la bellesa femenina.
Morris va estar estretament vinculat a la Germandat prerafaelita, moviment que rebutjava la producció industrial en les arts decoratives i l'arquitectura, i propugnava una tornada a l'artesania medieval i considerava que els artesans mereixien el rang d'artistes.
Després de culminar els seus estudis, va començar a treballar, el 1856, en la firma d'arquitectura de G.I. Street. Amb Webb va construir la Red House. En els anys següents (1857-62) es va convertir en pintor professional. Amb la seua experiència en art i arquitectura va fundar, el 1861, juntament amb Dante Gabriel Rossetti, Burne-Jones, Madox Brown i Philip Webb, Morris, Marshall, Faulkner & Co., una empresa d'arquitectura i disseny industrial que ell personalment finançava. Mitjançant aquesta empresa, Morris va crear un "revival" cultural en l'Anglaterra victoriana que es basava en les arts i els oficis de l'època medieval com a paradigma de la primacia del ser humà sobre la màquina i alhora d'un treball fet atenent a les més altes cotes d'expressió artística. Amb aquesta empresa, Morris volia rehabilitar tant les arts decoratives, com la forma de producció artesanal i col·lectiva de l'art medieval d'abans de la divisió del treball, tornant a l'artista-artesà el control ple de la seva feina.
Aquest moviment va atraure a gent de tot el món i el 1875 la companyia passà a anomenar-se Morris and Co., amb Morris com a únic propietari. Durant gran part de la seua vida, Morris es va preocupar intensament a preservar els arts i oficis medievals criticant les modernes formes de producció en massa. El 1883 va fundar la Federació Socialdemòcrata i més tard va organitzar la Lliga Socialista. Va posar la seva fortuna personal, així com el seu talent com escriptor i conferenciant, al servei de la causa socialista. Va difondre el socialisme revolucionari entre la classe treballadora i la mitjana (que ell considerava que també s'havia d'educar políticament) mitjançat arengues en les cantonades de Londres i conferències arreu del país.
El moviment Arts and Crafts (arts i oficis) pretenia tornar a la manufactura artesanal contrastada amb la producció industrial de l'època i així fer arribar la cultura als llocs més baixos de la societat. El que succeí, però, fou que els productes van arribar a ser tan complexos en la seua fabricació que solament les classes altes van poder adquirir els exemplars.
També es poden apreciar les seues arrels en la primera impressió que es va produir a Venècia del llibre d'Euclides Elements de Geometria que també va imprimir Ratdolt.
Els seus escrits més coneguts són, probablement, «Un somni de John Ball» (A Dream of John Ball, 1888), on revisa la revolta pagesa anglesa de 1381, i «Notícies d'enlloc» (News from Nowhere, 1890), una utopia on imagina com podria ser Anglaterra després de la desaparició del capitalisme: l'absència de moneda o el comerç, la salut física dels habitants, l'emancipació de les dones, les unions lliures o la bellesa de la roba, de les cases, dels edificis públics i dels objectes de la vida quotidiana. Les eines, màquines i materials estan disponibles en tallers comunitaris per tots aquells que les vulguin utilitzar. No hi ha cap govern ni sistema de justícia, sinó assemblees locals on la gent pot discutir de quines decisions s'han de prendre.

## Kelmscott Press
William Morris va fundar el 1891 Kelmscott Press on va produir treballs originals (The Story of Sigurd the Volsung, The fall of the Nibelungs, etc.), així com reimpressions dels clàssics, essent la seua obra més coneguda l'edició dels Contes de Canterbury, de Chaucer, il·lustrada per Burne-Jones i impresa a Kelmscott Press el 1896. Morris va estudiar al detall l'art del període medieval i per això no és sorprenent que en els seus famosos inicis, les portades llibres que editava es basassin en els treballs de Peter Löslein i Bernhard Maler que van treballar per a l'impressor i dissenyador de tipus d'Augsburg Erhard Ratdolt (1474-84).

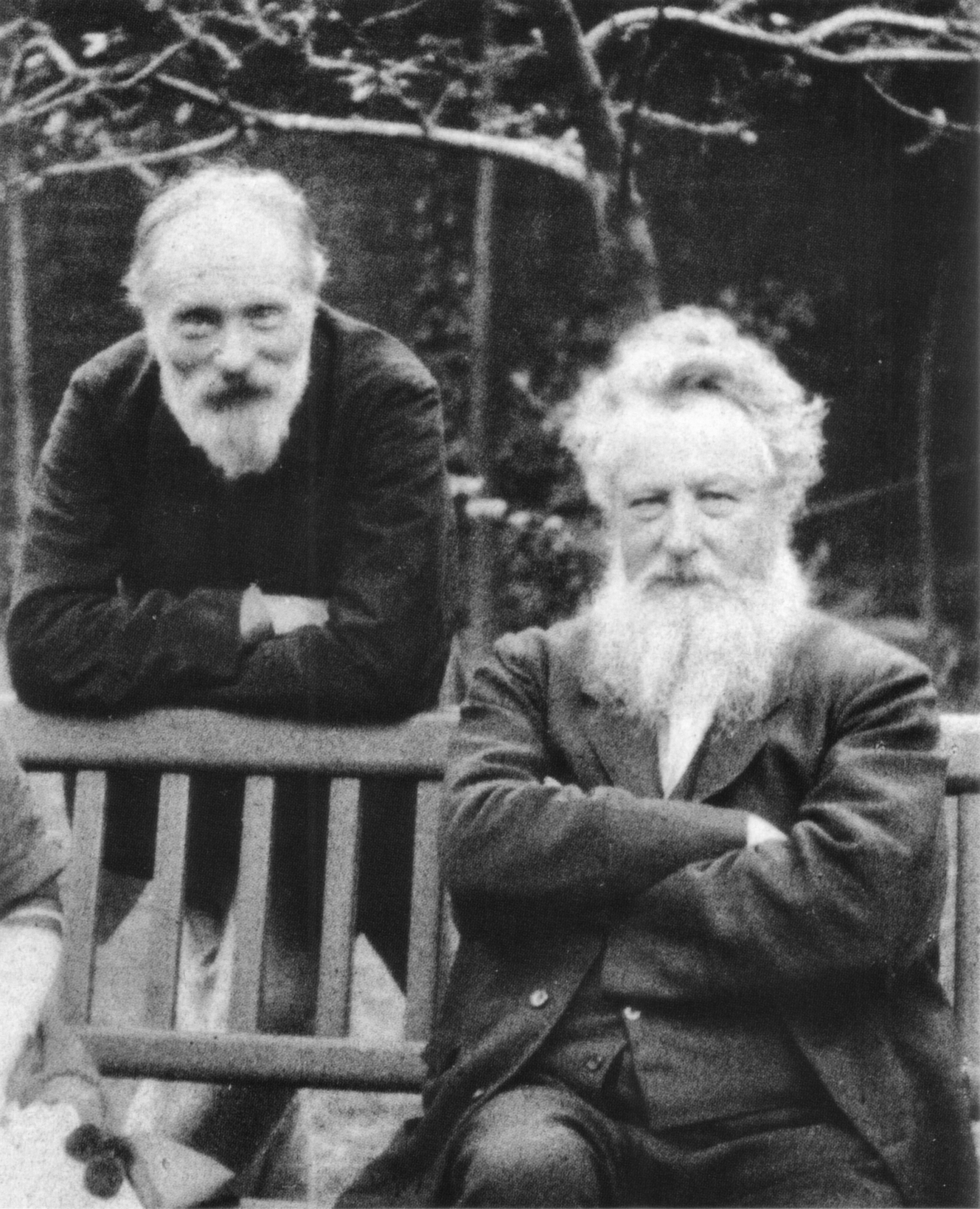
Morris (a la dreta) amb Burne-Jones, 1890

## Obra

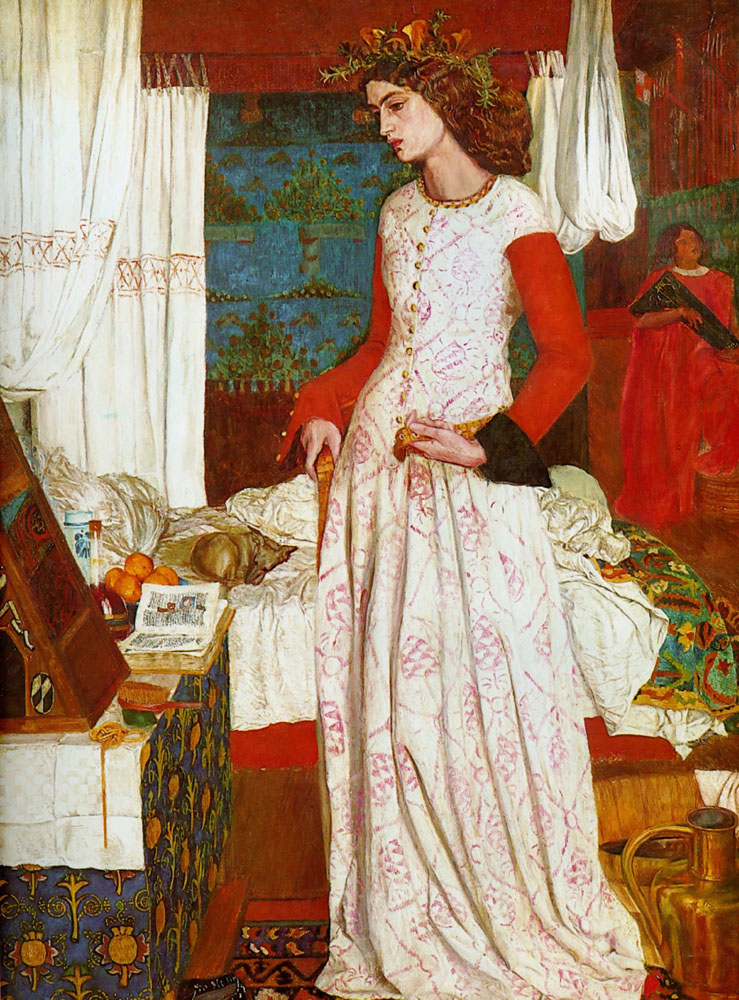
La reina Ginebra (1858)

- The Defence of Guinevere, and other Poems (1858)
- The Life and Death of Jason (1867)
- The Earthly Paradise (1868-70)
- Love is Enough, or The Freeing of Pharamond (1872)
- The Story of Sigurd the Volsung and the Fall of the Nibelungs (1876)
- A Dream of John Ball (1886)
- The House of the Wolfings (1888)
- The Roots of the Mountains (1889)
- News from Nowhere or An Epoch of Rest (1890
- The Story of the Glittering Plain (1890)
- The Well at the World's End (1892)
- The Wood Beyond the World (1892)